# コミュニティエフエムはまなす
株式会社コミュニティエフエムはまなすは、北海道岩見沢市と近隣市町村の一部を放送対象地域として超短波放送（FM放送）のコミュニティ放送を実施する特定地上基幹放送事業者である。愛称はFMはまなすジャパン（呼出名称：FMはまなす）。

## 概要

### 沿革
1996年（平成8年）開局。2014年時点のエリア内人口は約9万3千人（ラジカセ程度可聴人口は約7万6千人）。
2006年（平成18年）の栗沢町と北村との合併により拡大した市域に対応するため、2008年（平成20年）4月に送信所をいわみざわ公園に移転し出力を20Wに増力。さらに、旧栗沢町万字炭山地区と美流渡地区に中継局を開局した。
2009年時点での筆頭株主は岩見沢市。第2位株主は、土木・建築資材の総合商社の昭和マテリアル株式会社と岩見沢駅周辺の商店街で街頭有線放送を行う有限会社IHK岩見沢放声協会。
開局以来、一部番組のみTwitCastingによるライブ配信を実施し、他の多くのコミュニティFM局が行っている完全サイマル配信を行わなかったが、2023年（令和5年）10月よりListenRadio（リスラジ）によるサイマル配信を開始した。

### 編成
自社制作番組の比率は比較的高い。ワイド枠を設けておらず、天気予報・市政情報・タウン情報などを繰り返し放送する時間帯が多い。自社制作以外では、USENの番組を放送。
2020年11月3日12時から15時55分まで『Sparkle Sparkler in 岩見沢 火曜ラジオドラマ「あゆみさん」フェスティバル』を当局スタジオからエフエム北海道（AIR-G'）と同時生放送した。

## 主な番組
- 防災・防災インフォメーション（平日 11:45 - 12:00・平日 16:45 - 17:00）
- 緊急告知FMラジオ・定期試験放送（月曜 12:55 - 13:00）
- いわみちゃん♪のANN（第4火曜 16:00 - 16:45）
- 虹色カフェ（水曜 11:00 - 11:30）
- 歌謡カラオケ1・2・3（木曜 18:00 - 19:00）
- 今の自分（金曜 11:00 - 11:30）
- 金なま!!ナイト倶楽部（金曜 17:40 - 19:00）
- コミプラ（土曜 9:00 - 9:45）
- オジョーの子育てサロンレディオ!（土曜 11:00 - 11:30）
- 週末らぢお（土曜 13:15 - 15:00）
- 眞田ひろかつとFunny fellows☆（土曜 18:00 - 18:30）